# Jagdstaffel 47
A Jagdstaffel 47, conhecida também por Jasta 47, foi um esquadra de aeronaves da Luftstreitkräfte, o braço aéreo das forças armadas alemãs durante a Primeira Guerra Mundial. Registos incompletos dão credito a esta esquadra a, pelo menos, 14 aeronaves inimigas abatidas.